# Xuân hóa

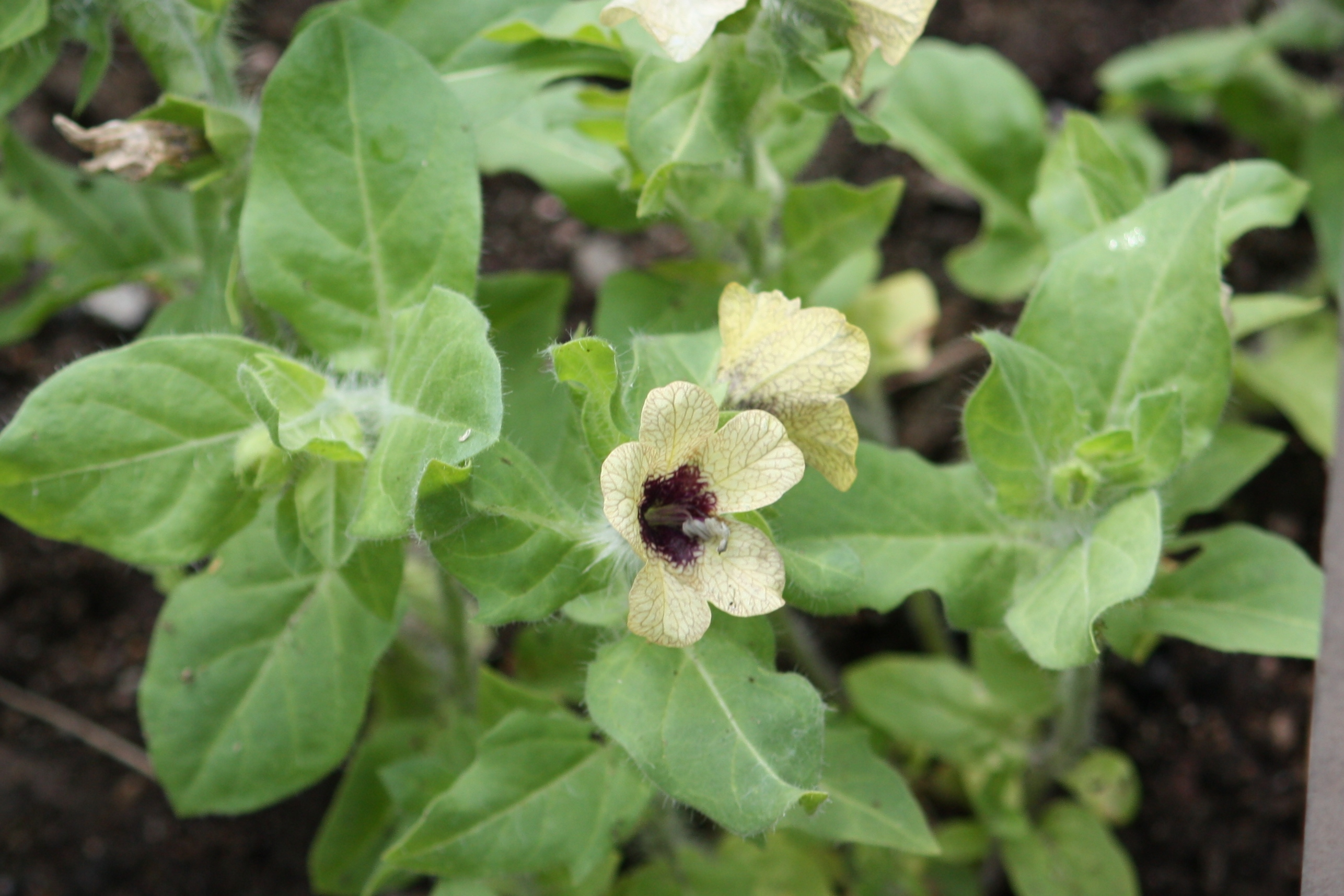
Loài Hyoscyamus niger yêu cầu xuân hóa trước khi ra hoa

Xuân hoá (vernalization, từ tiếng Latinh vernus, nghĩa là "của mùa xuân") là sự kích thích quá trình ra hoa của thực vật khi cây tiếp xúc với cái lạnh kéo dài của mùa đông, hoặc bằng một phương pháp nhân tạo tương đương. Vì thực vật phải được tiếp xúc với nhiệt độ thấp nên hiện tượng này còn gọi là thọ hàn. Sau khi xuân hóa, thực vật đã có khả năng ra hoa, nhưng chúng có thể cần thêm các điều kiện môi trường hoặc vài tuần tăng trưởng trước khi chúng thực sự ra hoa.
Thuật ngữ này đôi khi được sử dụng để chỉ nhu cầu của các cây thân thảo sau một thời gian ngủ đông lạnh để tạo ra chồi và lá mới, nhưng cách sử dụng này không được khuyến khích.
Nhiều loài thực vật được trồng ở khí hậu ôn đới bắt buộc phải xuân hóa. Chúng phải trải qua một giai đoạn nhiệt độ thấp mùa đông để bắt đầu hoặc đẩy nhanh quá trình ra hoa. Điều này đảm bảo rằng sự phát triển sinh sản và sản xuất hạt giống xảy ra vào mùa xuân và mùa đông thay vì vào mùa thu. Những loài khác nhau cần nhiệt độ và thời gian xuân hóa khác nhau. Nhiệt độ xuân hóa điển hình là từ 1 đến 7 độ C (34 và 45 độ F).
Đối với nhiều cây lâu năm, chẳng hạn như các cây ăn quả, trước tiên cần phải có một khoảng thời gian lạnh để gây ngủ và sau khoảng thời gian này chúng sẽ gỡ sự ngủ trước khi ra hoa. Nhiều cây hàng năm ra quả một lần mùa đông và cây hai năm, bao gồm một số kiểu sinh thái của Arabidopsis thaliana, cây lương thực mùa đông như lúa mì phải trải qua một thời gian lạnh kéo dài trước khi ra hoa.

## Lịch sử nghiên cứu
Trong lịch sử nông nghiệp, những người nông dân đã quan sát thấy sự khác biệt truyền thống giữa "ngũ cốc mùa đông", loại hạt cần được làm lạnh (để kích hoạt sự phát triển và nảy nở sau đó) và "ngũ cốc mùa xuân", loại hạt có thể được gieo vào mùa xuân, nảy mầm và ra hoa ngay sau đó mà không cần trải qua nhiệt độ thấp. Các nhà khoa học vào đầu thế kỷ 19 đã thảo luận về việc một số loài thực vật cần nhiệt độ lạnh để ra hoa. Năm 1857, một nhà nông học người Mỹ John H. Klippart, Thư ký Hội đồng Nông nghiệp Ohio, đã báo cáo tầm quan trọng và ảnh hưởng của nhiệt độ mùa đông đối với sự nảy mầm của lúa mì. Một trong những công trình quan trọng nhất là của nhà sinh lý học thực vật người Đức Gustav Gassner, người đã thảo luận chi tiết hiện tượng xuân hóa trong bài báo năm 1918 của ông. Gassner là người đầu tiên phân biệt một cách có hệ thống các yêu cầu cụ thể của cây mùa đông với các yêu cầu cụ thể của cây mùa hè, và kết luận hạt nảy mầm sớm của ngũ cốc mùa đông nhạy cảm với nhiệt độ lạnh.
Năm 1928, nhà nông học Liên Xô Trofim Denisovich Lysenko xuất bản công trình của mình về tác động của nhiệt độ lạnh đối với hạt ngũ cốc và đặt ra thuật ngữ "яровизация" (tiếng Anhː "jarovization" nghĩa là "làm lạnh") để mô tả một quy trình làm lạnh mà ông sử dụng để làm cho hạt ngũ cốc mùa đông hoạt động giống như ngũ cốc mùa xuân (jarovoe trong tiếng Nga, gốc từ jar có nghĩa là lửa hoặc vị thần của mùa xuân). Chính Lysenko đã dịch thuật ngữ này thành "vernalization" (từ vernum trong tiếng Latinh có nghĩa là mùa xuân). Sau Lysenko, thuật ngữ này được sử dụng để giải thích khả năng ra hoa ở một số loài thực vật sau một thời gian lạnh giá do những thay đổi sinh lý và các yếu tố bên ngoài. Định nghĩa xuân hóa chính thức được đưa ra vào năm 1960 bởi một nhà thực vật học người Pháp P. Chouard, xuân hóa là "sự thu nhận hoặc tăng tốc khả năng ra hoa bằng cách xử lý lạnh".
Bài báo năm 1928 của Lysenko về sự phát triển của sinh lý học thực vật đã thu hút sự chú ý rộng rãi do những tác động thiết thực của nó đối với nông nghiệp Nga. Giá rét khắc nghiệt và thiếu tuyết mùa đông đã phá hủy nhiều cây lúa mì đầu mùa đông. Bằng cách xử lý hạt lúa mì bằng độ ẩm cũng như nhiệt độ thấp, Lysenko đã khiến chúng nảy mầm khi được trồng vào mùa xuân. Tuy nhiên, sau đó, theo Richard Amasino, Lysenko đã khẳng định một cách không chính xác rằng trạng thái xuân hóa nhân tạo này có thể được di truyền, tức là thế hệ tiếp theo của một cây xuân hóa nhân tạo sẽ phát triển như thể bản thân chúng cũng đã xuân hóa rồi và sẽ không cần đến sự xuân hóa để nhanh ra hoa nữa. Xiuju Li và Yongsheng Liu đã phản đối quan điểm này của Amasino, các ông đồng tình với Lysenko với bằng chứng thực nghiệm chi tiết từ Liên Xô, Hungary, Bulgaria và Trung Quốc về sự chuyển đổi giữa lúa mì vụ xuân và lúa mì vụ đông, cho rằng "không phải là không hợp lý khi đưa ra các cơ chế biểu sinh có thể là kết quả chính đáng là khả năng chuyển lúa mì vụ xuân sang vụ đông hoặc ngược lại."
Nghiên cứu ban đầu về xuân hóa tập trung vào sinh lý thực vật và những khám phá ngày càng tăng của sinh học phân tử đã làm sáng tỏ các cơ chế cơ bản của quá trình này. Ví dụ, thời gian ánh sáng ban ngày kéo dài (ngày dài hơn), đồng thời kèm theo nhiệt độ lạnh là cần thiết để cây lúa mì mùa đông chuyển từ trạng thái sinh dưỡng sang trạng thái sinh sản; ba gen tương tác được gọi là VRN1, VRN2 và FT (VRN3).

## Nghiên cứu ởArabidopsis thaliana

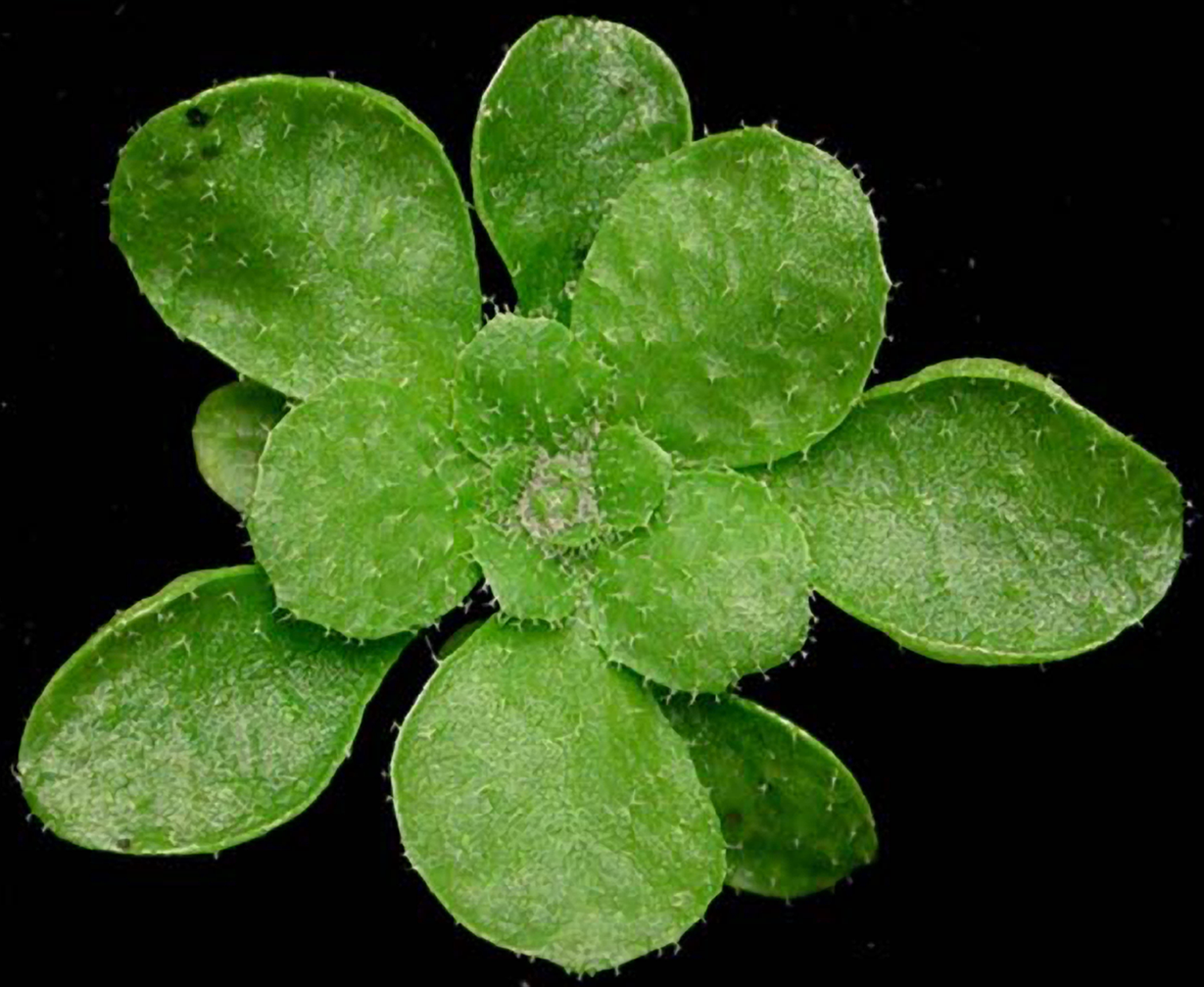
Arabidopsis thaliana có trạng thái hoa hồng trước khi xuân hóa, hình thái này không có chồi hoa

Arabidopsis thaliana là một sinh vật mô hình được sử dụng nhiều để nghiên cứu về xuân hóa. Một số kiểu sinh thái của loài này được gọi là "cây mùa đông" sẽ không thể ra hoa nếu không có xuân hóa; những kiểu sinh thái khác ("cây mùa hè") thì không như vậy. Các gen làm cơ sở cho sự khác biệt này trong sinh lý thực vật đã được nghiên cứu chuyên sâu.
Sự thay đổi giai đoạn sinh sản của A. thaliana xảy ra theo một chuỗi gồm hai sự kiện liên quan: đầu tiên là sự tượng hoa (tạo hoa nụ), sau đó là sự nở hoa (hoa đầu tiên xuất hiện). Sự tượng hoa là một yếu tố dự báo chắc chắn về sự hình thành hoa và do đó là một chỉ báo tốt trong quá trình nghiên cứu sự phát triển của hoa.
Đối với cây Arabidopsis mùa đông, sự phát triển đỉnh của mô phân sinh dường như mang lại khả năng đáp ứng các tín hiệu cảm ứng của hoa. Mô phân sinh đỉnh sẽ duy trì khả năng kéo dài đến 300 ngày trong điều kiện không có tín hiệu cảm ứng.
Ở cấp độ phân tử, sự ra hoa bị kìm hãm bởi protein Flowering Locus C (FLC), protein này liên kết và kìm hãm các gen thúc đẩy sự ra hoa, do đó ngăn chặn sự ra hoa. Các mẫu cây Arabidopsis mùa đông có một bản sao hoạt động của gen FRIGIDA (FRI), giúp thúc đẩy sự biểu hiện của FLC, do đó kìm hãm sự ra hoa. Khi cây này tiếp xúc kéo dài với lạnh (xuân hóa), gen VERNALIZATION INSENSTIVE3 sẽ biểu hiện, tương tác với phức hợp polycomb VERNALIZATION2 (VRN2) để giảm sự biểu hiện của gen FLC thông qua quá trình tái cấu trúc nhiễm sắc thể. Mức độ protein VRN2 tăng lên khi tiếp xúc với lạnh lâu dài do sự ức chế sự luân chuyển VRN2 thông qua con đường N-degron của chính VRN2. Các sự kiện của quá trình deacetyl hóa histone ở Lysine vị trí 9 và 14, sau đó methyl hóa ở Lysine vị trí 9 và 27 trong protein này có liên quan đến phản ứng xuân hóa. Sự im lặng biểu sinh của FLC bằng cách tái cấu trúc nhiễm sắc cũng được cho là có liên quan đến sự biểu hiện cảm ứng lạnh của các bản sao của antisense FLC COOLAIR hoặc COLDAIR. Xuân hóa sau đó được diễn ra ở thực vật bởi sự im lặng ổn định của các locus FLC riêng biệt. Việc loại bỏ các đoạn nhiễm sắc thể im lặng chứa locus FLC trong quá trình hình thành phôi ngăn cản sự di truyền trạng thái xuân hóa.
Vì xuân hóa cũng xảy ra trong điều kiện gen flc đột biến (thiếu FLC), cho thấy sự xuân hóa cũng phải kích hoạt một con đường không-FLC. Cơ chế tác động ra hoa thông qua độ dài ngày cũng rất quan trọng, lúc này phản ứng xuân hóa hoạt động phối hợp với các gen quang chu kỳ CO, FT, PHYA, CRY2 để tạo hoa.

## Phản xuân hóa
Có thể làm phản xuân hóa (hay khử thọ hàn) một cây bằng cách cho cây tiếp xúc với nhiệt độ thấp hoặc cao sau khi xuân hóa. Ví dụ, hành tây thương mại bảo quản ở nhiệt độ thấp, nhưng trước khi trồng sẽ được phản xuân hóa vì nông dân muốn năng lượng của cây được sử dụng để phát triển củ (thân ngầm) chứ không phải tạo ra hoa.